# Lieven L. Litaer

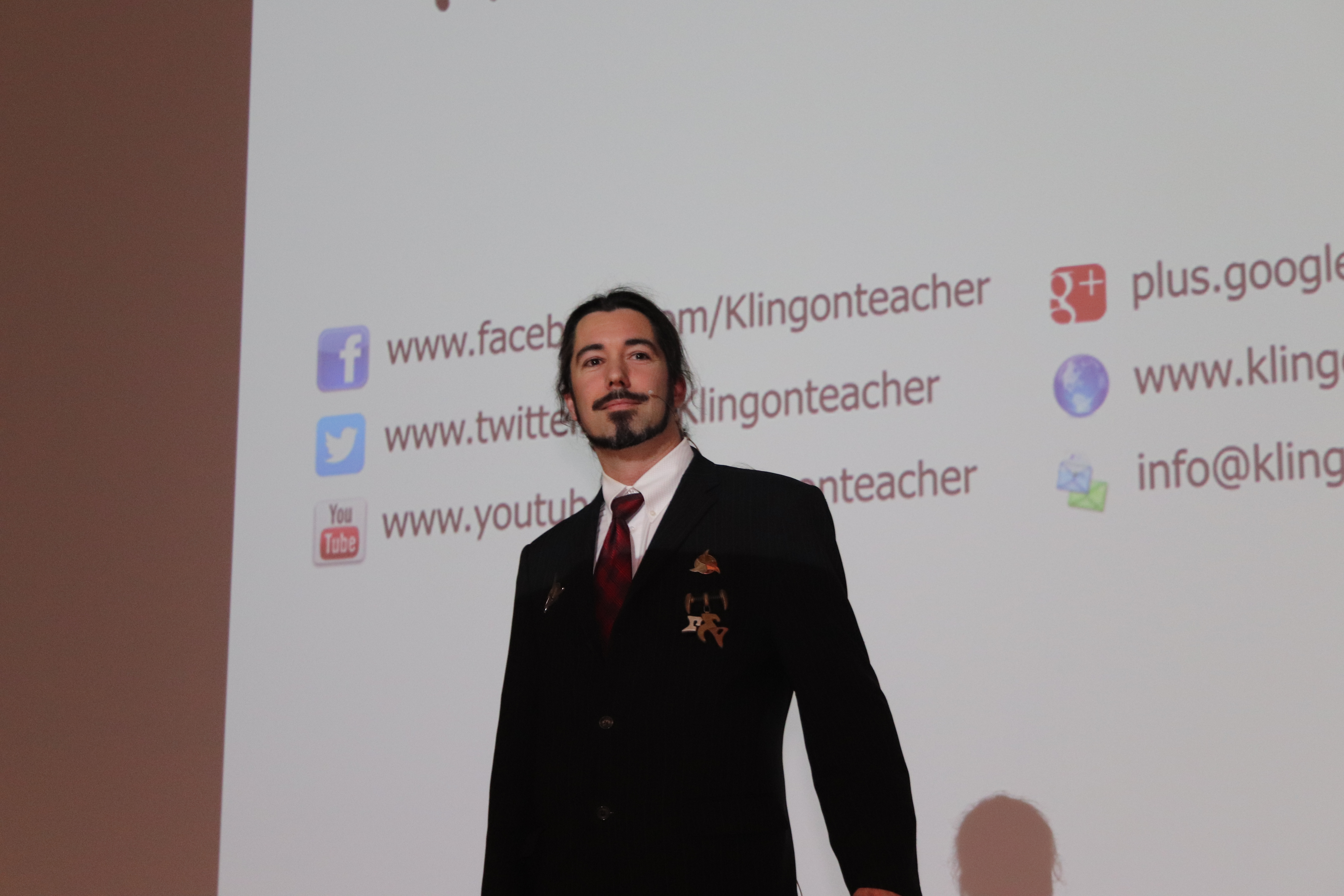
Lieven Litaer (2017)

Lieven L. Litaer (* 29. März 1980 in Mol) ist ein Architekt, Autor, Keynote-Speaker, Moderator, Sänger und Verleger. Er ist vor allem für seine Vorträge und Übersetzungen zu der für Star Trek entwickelten klingonischen Sprache bekannt. Lieven Litaer lebt in Dudweiler im Saarland.

## Vorträge
Lieven Litaer gründete 2002 in Deutschland einen mehrtägigen Wochenend-Sprachkurs namens qepHom (dt. kleines Treffen), das seit 2002 jährlich stattfindet. Er hält außerdem Vorträge auf verschiedenen öffentlichen Veranstaltungen sowie an Universitäten und Museen.

## Wikis
Im Jahr 2006 lagerte Lieven Litaer die vormalige klingonische Wikipedia in ein eigenes Wiki aus.
Mit dem Klingonisch-Wiki gründete Lieven Litaer 2014 das größte Nachschlagewerk zur klingonischen Sprache.

## Fernsehen
Lieven Litaer trat mehrere Male in Fernsehsendungen auf, beispielsweise bei Sag die Wahrheit, TV total, 5 gegen Jauch. und Wer Isses?
2018 unterrichtete er Bülent Ceylan und Henning Baum in Kaya Yanars Fernsehshow Guckst Du?! Kayas große Kinoshow.
2017, 2021 und 2025 übersetzte Litaer den Vorspann für Die Sendung mit der Maus auf Klingonisch und sprach ihn für die Ausstrahlung ein.

## Verlag
Ende 2021 gründete Litaer den Egpyt Verlag mit dem Zweck, Bücher über die klingonische Sprache verlegen zu können. Hier veröffentlicht er eigene Werke sowie Übersetzungsprojekte anderer Klingonisch-Übersetzer.

## Werke

### Bücher
- Klingonisch für Einsteiger. Heel, Königswinter 2017, ISBN 978-3-95843-553-7
- Klingonisch Wort für Wort. Reise Know-How, 2019, ISBN 978-3-8317-6555-3[15]
- Arbeitsbuch Klingonisch. Heel, Königswinter 2022, ISBN 978-3-96664-352-8
- Die Bucket List für Trekkies. Plaza, Königswinter 2022, ISBN 978-3-96664-531-7
- Der Klingonischkurs – Der Roman zum Film. Egpyt Verlag, 2022, ISBN 978-3-9823968-5-9
- Klingonisch auf Conventions. Egpyt Verlag, 2024, ISBN 978-3-9823968-2-8
- Klingonisch – Vom Requisit zum Kult. Egpyt Verlag, 2025, ISBN 978-3-9823968-6-6

### Übersetzungen
- Alice im Wunderland (Klingonisch/Deutsch). Verlag In Farbe Und Bunt, 2021, ISBN 978-3-95936-299-3
- Alice im Wunderland (Klingonisch/Englisch). Egpyt Verlag, 2021, ISBN 978-3-9823968-3-5
- Der kleine Prinz. Verlag In Farbe Und Bunt, 2018, ISBN 978-3-95936-122-4
 Ausgezeichnet mit dem Deutschen Phantastik Preis 2019[16][17]
- Der kleine Prinz, rein klingonische Ausgabe mit englischem Vor- und Nachwort. Egpyt Verlag, 2021, ISBN 979-8-7536-5744-2
- Bilinguales Sprachbuch Schlaf gut, kleiner Wolf, Ulrich Renz. Sefa Verlag, 2019, ISBN 978-3-7399-1062-8
- Klingonische Untertitel für die erste Staffel von Star Trek: Discovery

### Überarbeitungen
- Das offizielle Wörterbuch (deutsche Version des The Klingon Dictionary, umfangreiche Korrekturen für die Neuauflage 2013). Heel, 2013, ISBN 978-3-86852-688-2
- Übersetzung des Hörspiels juHrop von Frieder Butzmann, veröffentlicht 2009

## Preise
- Deutscher Phantastik Preis, 2019
- Communicator Award , 2024 auf der Fedcon 32